# 曾繁康

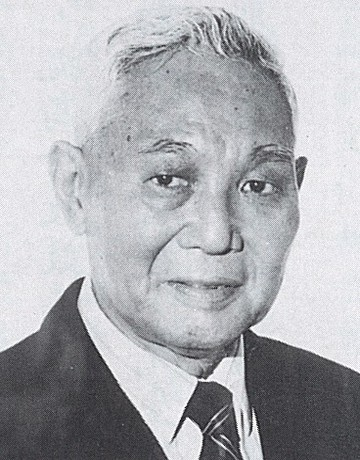
曾繁康

曾繁康（1911年4月7日—1995年4月24日）字泰明，四川省內江縣西鄉茂市鎮穿洞人。中华民国政治学家、法学家，曾任司法院大法官。

## 生平
曾繁康家世代耕讀。曾繁康生於民國前一年（1911年）。十二岁喪父，由大舅李家陞撫養，在李家陞創办的私塾学习四書五經。稍長，與表弟李聲揚一起到成都升學。民國二十三年（1934年）秋，離开四川赴上海，入上海復旦大學附設的實驗中學。高中畢業之後赴南京，考入中央政治学校大学部行政系，國文考試成績曾取得滿分一百分，获校方讚賞。民國二十六年（1937年）抗日戰爭爆發，曾繁康參與抗日救國。民国二十七年（1938年）夏，该校遷至陪都重慶的小溫泉，曾繁康當時為大學四年級學生，已著有《西漢地方行政概要》及《中國政治社會史》等文。大學畢業後，入中央政治学校研究所从事學術研究，追隨历史学家顧颉剛負責主編《責善》半月刊。民國三十一年（1942年）春，经薩孟武介绍，到中央政治学校大学部法政系教授中國政治史，並且出版《中國政治思想史》、《三國群雄之用人及其成功失敗》等書。
民國三十二年（1943年），參加国民政府教育部舉辦的自費留學美國考試，獲錄取。赴美国前，與在政校工作的梁棣聯結婚。曾繁康留學美國密蘇里大學研究院，研究美國最高法院對聯邦憲法所作判決與解釋。民國三十六年（1947年）2月，自美國西雅圖乘船返回上海，旋即應國立西北大學聘请，赴西安担任該大學政治系教授，講授中國政治思想史及美國憲法等課程。
民國三十七年（1948年），經香港乘輪船赴臺湾。民國四十二年（1953年）秋，任教於臺灣大學法學院政治系，講授憲法及中國政治思想史，其間翻譯《費邊社的精神方法》、《工黨是怎樣治理英國的》、《西洋哲學精義》等書，著《中國政治制度史》、《英國政府》、《中國政治思想史》、《比較憲法》、《中華民國憲法概要》。民國四十七年（1958年）獲蔣中正總統提名，出任司法院大法官，連任十八年至退休。
1995年4月24日，曾繁康逝世。